# 新北市立中和國民中學
新北市立中和國民中學（英語：New Taipei Municipal Zhonghe Junior High School），簡稱中和國中，位於臺灣新北市中和區，前身為「臺灣省台北巿五省立中學中和聯合分部」。地理位置鄰近新北市中和區興南國民小學、新北市私立竹林高級中學。

## 校史
1950年代，中華民國政府鑒於中樞方從中國大陸遷臺不久，深知時局不穩，遂實施「防空疏散政策」，規劃臺灣省各省立學校設立分校。1955年8月設立「臺灣省臺北市五省立中學中和聯合分部」，由臺灣省立臺北建國中學（今臺北市立建國高級中學）主辦，招收初、高中男女生各兩班，為臺北縣中和鄉（今新北市中和區）第一間中學。1960年代實施「省辦高中，縣市辦初中」政策，高中部停招，初中部續辦，改稱「臺北縣立文山中學中和分部」。1963年獨立設校，名臺北縣立中和初級中學。1968年因應九年國民教育實施，改制為「臺北縣立中和國民中學」。1994年成立附設幼稚園。2002年起每屆招收「美術資優班」一班。2017年起每屆招收「體育班」一班。
2010年隨五都升格，改隸新北市，稱「新北市立中和國民中學」。2013年與鄰校新北市中和區興南國民小學共同啟用「新北市立中和國中、興南國小安全通道暨綠圍籬」，次年公益圖書館啟用。

## 地理環境
中和國中位於南勢角地區，有臺北捷運南勢角站通過。地理位置鄰近新北市中和區興南國民小學、新北市私立竹林高級中學。附近生活圈開發較早，據2010年代資料，有不少屋齡三四十年的老舊公寓。

## 學校體制
該校設有附設幼兒園、美術藝術才能班、體育班。也設有「附設國民中學補習學校」（1977年開辦）、啟智班（1994年成立，當時招收兩班）、資源班（1994年成立，當時招收一班）。

## 課程規劃
中和國中2010年起接受教育部藝文深耕計畫補助，於七年級開設動漫課程，是全新北市第一所全面推動動漫課程的國民中學。

### 附設幼兒園
中和國中附幼，開設在地主題課程，與藝才班協同教學，運用在地資源，進行創客美感體驗及實作，引導學童探究學習，增加對當地之認同。

## 獎項與榮譽
該校籃球隊，1967年設校未久就獲得美齡杯全國籃球錦標賽初中男生組冠軍，2003年芬蘭海豚盃國際籃球分齡錦標賽第二名。後於2015年、2017年全國中學校際籃球賽也獲得冠軍。
該校推展藝術教育，2015年6月獲新北市第2屆藝術教育貢獻績優學校。11月獲第2屆「教育部藝術教育貢獻獎」績優學校獎。

## 歷任校長
以下列出該校歷任校長：
| 任屆 | 校長   | 任期開始  | 任期結束  |
| ---- | ------ | --------- | --------- |
| 1    | 張文華 | 1963年8月 | 1975年8月 |
| 2    | 管天福 | 1975年8月 | 1982年8月 |
| 3    | 林丕格 | 1982年8月 | 1990年8月 |
| 4    | 吳錦明 | 1990年8月 | 1996年8月 |
| 5    | 陳慶明 | 1996年8月 | 2004年8月 |
| 6    | 胡冬吟 | 2004年8月 | 2009年8月 |
| 7    | 丁澤民 | 2009年8月 | 2014年8月 |
| 8    | 呂治中 | 2014年8月 | 2020年8月 |
| 9    | 陳春男 | 2020年8月 | 未卸任    |

## 外部連結
- 官方网站